# 일본의 장애
일본에서 장애인은 다음과 같이 정의된다: "신체적 장애 또는 정신적 장애로 인해 사회에서의 일상 생활 또는 생활이 장기적으로 상당히 제한되는 사람": 일본은 2014년 1월 20일에 유엔 장애인 권리 협약(CRPD)을 비준했다.